# فالنگوو-وشووک
فالنگوو-وشووک (به لهستانی:  Falniów-Wysiołek) یک روستا در لهستان است که در Gmina Miechów واقع شده‌است.
 فالنگوو-وشووک  ۳۲۰ نفر جمعیت دارد و ۳۰۰ متر بالاتر از سطح دریا واقع شده‌است.